# MagSafe
MagSafe (укр. МаґСейф) — це серія власних магнітно- приєднаних роз'ємів живлення для ноутбуків Mac, представлена Apple Inc. Він був представлений 10 січня 2006 року разом із MacBook Pro, першим ноутбуком Mac на базі Intel, на виставці Macworld. З'єднувач утримується на місці магнітним способом, щоби в разі його висмикування (наприклад, при спітканні), він витягнувся, не пошкодивши сам роз'єм або роз'єм комп'ютера, та не зміщуючи комп'ютер з робочої поверхні. Тонша та ширша версія, яка називається MagSafe 2, була представлена в 2012 році. Незважаючи на популярність серед багатьох користувачів, його використання було припинено у всіх лінійках продуктів Apple у період з 2016 по 2019 рік та замінено на USB-C.
З 2020 року під назвою MagSafe випускається серія аксесуарів з магнітними вставками для iPhone 12 та новіших.

## Історія
Основна концепція MagSafe походить від магнітних приєднювачів живлення, які є частиною багатьох фритюрниць та японських приладів для приготування їжі з початку 2000-х, щоб уникнути розливу їх небезпечно гарячого вмісту. MagSafe був представлений 10 січня 2006 року в MacBook Pro першого покоління. Apple отримала US Patent No. 7311526 для MagSafe ("Магнітний роз'єм для електронного пристрою", випущений в 2007 р.), оскільки MagSafe вважався достатнім вдосконаленням завдяки симетричності та обороту роз'єму, а також тому, що магніти в роз'ємі розташовані в протилежних полярностях для поліпшення міцності зв'язку.
Apple випустила MagSafe випуском Retina MacBook та MacBook Pro 2016 року, які замінили його на USB-C для зарядки та передачі даних.   Останній продукт з MagSafe, MacBook Air 2017 року, був припинений 9 липня 2019 року. 
Apple повторно використала торгову марку MagSafe для серії аксесуарів на основі стандарту Qi для iPhone 12 і 12 Pro.

## Особливості

### MagSafe (оригінал)
MagSafe має роз'єми, які спроектовані таким чином, що прямокутний роз'єм можна вставити в будь-яку орієнтацію. Спочатку роз'єм був Т-подібний, кабель був спрямований прямо назовні; пізніше він став Г-подібним, з кабелем, спрямованим уздовж борту комп'ютера, але все ще здатним бути вставлений в будь-якій орієнтації, якщо одночасне використання сусідніх портів, таких як USB, не вимагало направлення кабелю в тил. Світлодіоди як у верхній, так і в нижній частині роз’єму світяться зеленим, якщо акумулятор комп’ютера повністю заряджений, і жовтим або червоним, якщо акумулятор заряджається. MagSafe можна знайти на ноутбуках MacBook (2006-11), MacBook Pro (2006-15) та MacBook Air (2008-17). Світлодіодний дисплей Apple Cinema та дисплей Thunderbolt включають вбудовані адаптери MagSafe. 
MacBook і 13-дюймовий MacBook Pro використовують зарядний пристрій MagSafe потужністю 60 W, тоді як 15- і 17-дюймовий MacBook Pro використовують версію на 85 W. MacBook Air використовував малопотужний блок живлення на 45  W. За словами Apple, адаптер з більшою потужністю, ніж наданий в комплекті поставки, може використовуватися без проблем.
Раніше Apple пропонувала "Адаптер авіакомпанії MagSafe" для використання на певних сумісних літаках. Він мав вхід постійного струму (замість змінного струму, як оригінальні зарядні пристрої MagSafe) і живив комп’ютер, але не заряджав акумулятор.

### MagSafe 2

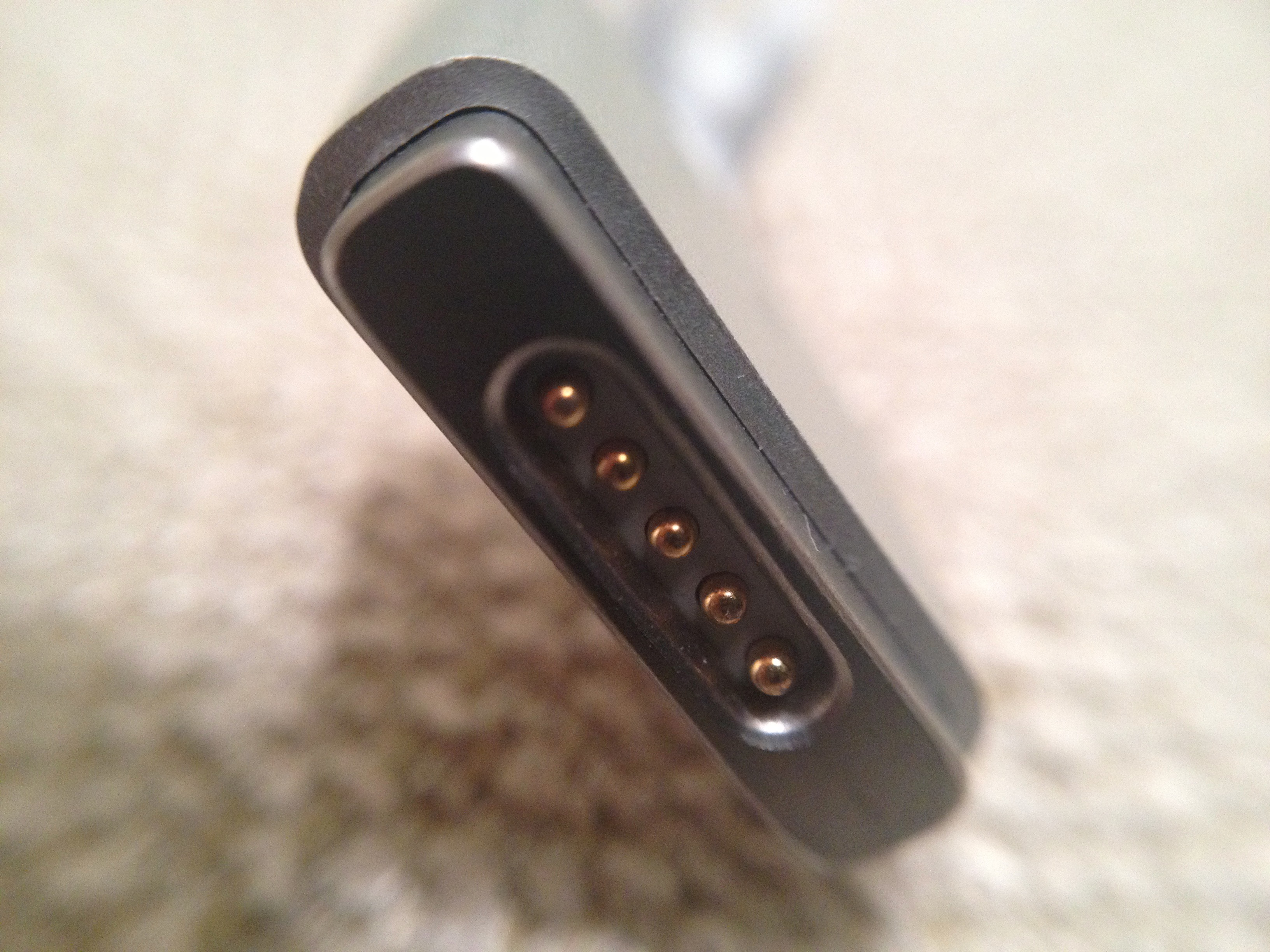
Вигляд роз'єму MagSafe 2.

MagSafe 2 був представлений в MacBook Air та MacBook Pro з дисплеєм Retina на Всесвітній конференції розробників 2012 року 11 липня 2012 року. Його зробили тоншим, щоб підходити до тонших ноутбуків, а також ширше, щоб зберегти магнітну силу зчеплення. Отримана форма несумісна зі старими роз'ємами MagSafe; Apple випустила адаптер, який також постачався в комплекті з дисплеєм Thunderbolt. Він також повертається до Т-подібної конструкції, яка спрямована прямо, а не до Г-подібної форми, яка проходить уздовж борта машини. 

### MagSafe 3
18 жовтня 2021 року компаныя Apple анонсувала оновленs 14- и 16-дюймові моделі MacBook Pro з MagSafe 3. MagSafe 3 використовує з'ємний кабель з кінцем USB-C, що підключається до джерел живлення, які підтримують потужність до 140 Вт і USB-C Power Delivery 3.1.
Роз'єм MagSafe 3 тонший від свого попередника, тому MagSafe 1 и MagSafe 2 не можуть бути використані з портом MagSafe 3.
В червні 2022 року Apple анонсувала MacBook Air на чіпі M2 з MagSafe 3 та трьома новими кабелями з відповідними кольорами.

## Розпіновка
Роз'єми MagSafe дозволяють вставити адаптер в будь-яку орієнтацію. Перший і другий штифти на кожній стороні крихітного центрального штифта мають цілісність із дзеркальними штифтами.
- Внутрішні великі штирі мають V + (14,5 / 16,5 / 18,5 / 20 В постійного струму). Вимірювання без навантаження дасть 6,86 V DC для MagSafe і близько 3 V DC для MagSafe 2; повна напруга забезпечується після прикладання навантаження ~ 40 кОм протягом однієї секунди. [12]
- Зовнішні великі шпильки шліфуються.
- Крихітний центральний штифт - це шпилька даних, що використовує протокол 1-Wire. Комп’ютер використовує цей штифт для зміни кольору світлодіода та отримання серійного номера та потужності джерела живлення.
- До зарядного пристрою підходять лише два дроти - живлення та заземлення. Немає передачі даних через штифт сенсора адаптера з самим пристроєм зарядного пристрою.
- Максимальна напруга, що подається, така:
  - 14,5 В постійного струму для пристроїв потужністю 45 Вт, що постачаються з MacBook Air
  - 16,5 В постійного струму для пристроїв потужністю 60 Вт, що постачаються з MacBook та 13 "MacBook Pro
  - 18,5 В постійного струму для пристроїв потужністю 85 Вт, що постачаються з 15-дюймовим і 17-дюймовим MacBook Pro
  - 20 В постійного струму для пристроїв потужністю 85 Вт, що постачаються з 15-дюймовим MacBook Pro Retina

Прямокутний металевий кожух, що оточує штифти, виконує роль екрану для електричних штифтів і залізний аттрактор для магніту в ноутбуці.

## Товари сторонніх виробників
Незважаючи на те, що Apple не ліцензує роз'єм MagSafe для використання у сторонніх продуктах, виробники придумали обхідний шлях: їх елементи MagSafe використовують фактичний роз'єм від адаптера змінного струму Apple, прищеплений до власного продукту. Оскільки для цього використовується власне продукт Apple, придбаний легально, виробники вважають, що ніякі ліцензійні угоди не потрібні (принцип, який називається першою доктриною продажу ), і патенти не порушуються.  Однак у 2010 році Apple все ще подала позов проти одного з таких виробників - корпорації Sanho за продаж її дуже популярних продуктів розширення акумуляторів HyperMac, які, за твердженнями Apple, порушили їх патенти.  З тих пір компанія Sanho припинила продавати роз’ємний кабель для зовнішніх акумуляторів серії HyperMac. 
Деякі підроблені зарядні пристрої MagSafe 2 з'явилися на таких сайтах, як Amazon. Ці зарядні пристрої часто небезпечні, мають орфографічні помилки на самому зарядному пристрої та / або мають невідповідності, яких офіційний продукт не містить, наприклад, світлодіоди на роз'ємі не відповідають правильному кольоровому коду, або зарядний пристрій називається MagSafe 1 зарядний пристрій, а не зарядний пристрій другого покоління.

## Дефекти
Багато користувачів повідомляли (Станом на 30 жовтня 2011) про проблеми з якістю конструкції шнурів MagSafe, даючи продукту низькі оцінки на вебсайті Apple Store.  Найпоширеніші скарги включали штекер, що відокремлюється від шнура, коротке замикання трансформатора та пружини штифтів, що втрачають пружність. 
Було розроблено кілька методів захисту MagSafe від поломок, включаючи обмотування кабелю стрічкою або ковзання захисного пластику навколо кабелю. 
У 2008 році Apple опублікувала офіційну відповідь, визнавши проблеми з адаптерами MagSafe, які включають неповне з'єднання ланцюга та білу ізоляцію адаптера, що відокремлюється від магнітного кінця роз'єму MagSafe.  Після виходу статті з бази знань 1 травня 2009 року до окружного суду штату Каліфорнія в Сан-Хосе в окружному суді штату Каліфорнія було подано колективний позов про те, що адаптер живлення MagSafe схильний до зношених проводів і перегрів, і як такий представляє небезпеку пожежі. 
Apple випустила оновлення мікропрограми в жовтні 2010 року, яка, на її думку, вирішує цю проблему.  Однак програма встановлення для оновлення мікропрограми не працюватиме на певних старих MacBooks, а це означає, що оновити мікропрограму не можна. Це, в свою чергу, означає, що не можна використовувати новий адаптер живлення MagSafe з цими MacBook. Однак станом на 2017 рік Apple все ще продає старіший адаптер живлення MagSafe. 
У 2011 році Apple опублікувала документ про підтримку проблем зі зняттям напруги з силовими кабелями MagSafe у стилі MPM-1 ("T") та видала розрахункову пропозицію для покупців Apple 60 З або 85 W Адаптер MagSafe MPM-1 протягом перших трьох років з моменту придбання. 

## Попередники
До MagSafe портативні комп’ютери Apple використовували роз'єм з оболонкою / контактний пристрій або коаксіальний роз’єм живлення. Серія iBook представила зарядний пристрій, який нагадував міні- стерео штекер з додатковим металевим кільцем. Перші зарядні пристрої iBook у формі шайби просто мали срібний корпус штекера, але квадратні білі зарядні пристрої представили кільце з підсвічуванням, що змінює колір, яке вказувало на стан зарядки.
Відключення шнура iBook або витягування шнура під кутом може зігнути пружинні контакти всередині роз'єму або зірвати прокладки припою під роз'ємом, що призведе до того, що ноутбук не зможе зарядитися при підключенні до шнура або зарядиться лише в тому випадку, якщо вставлена вилка була підперта або відсунута під кутом. Особливо сильний тяга може розпалити зовнішній фланець або навіть зламати кінчик штепсельної вилки.
Заміна пошкодженої "плати постійного струму" на початку 12 дюймовий G3 iBook, як правило, передбачав дорогу 50-крокову розбірку ноутбука. 

## Галерея

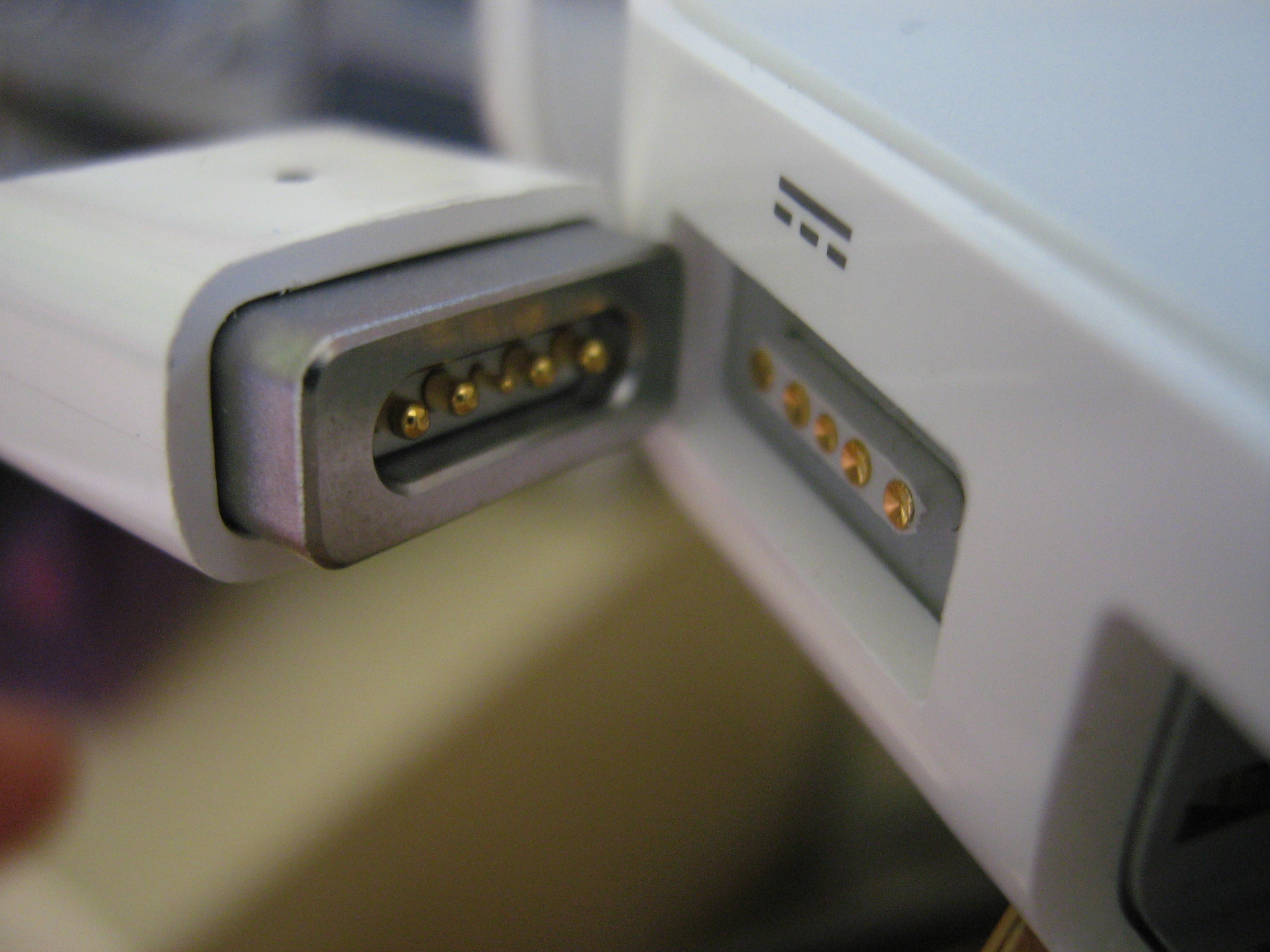
Перше покоління адаптерів живлення MagSafe, яке постачається з оригінальними MacBook і MacBook Pro
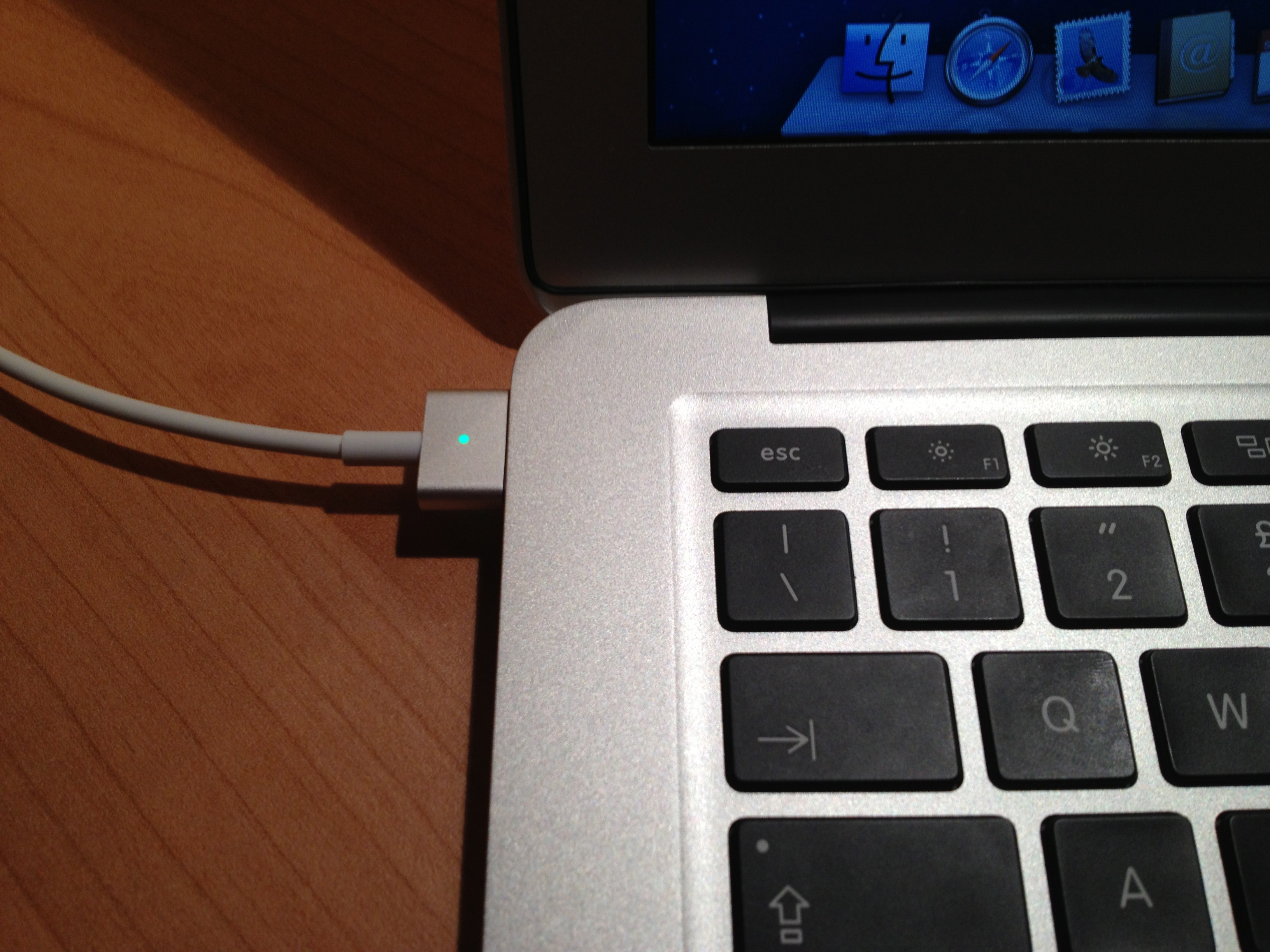
Адаптер живлення MagSafe другого покоління, який постачався з моделями MacBook Pro від 2012 року та MacBook Air після 2012 року.
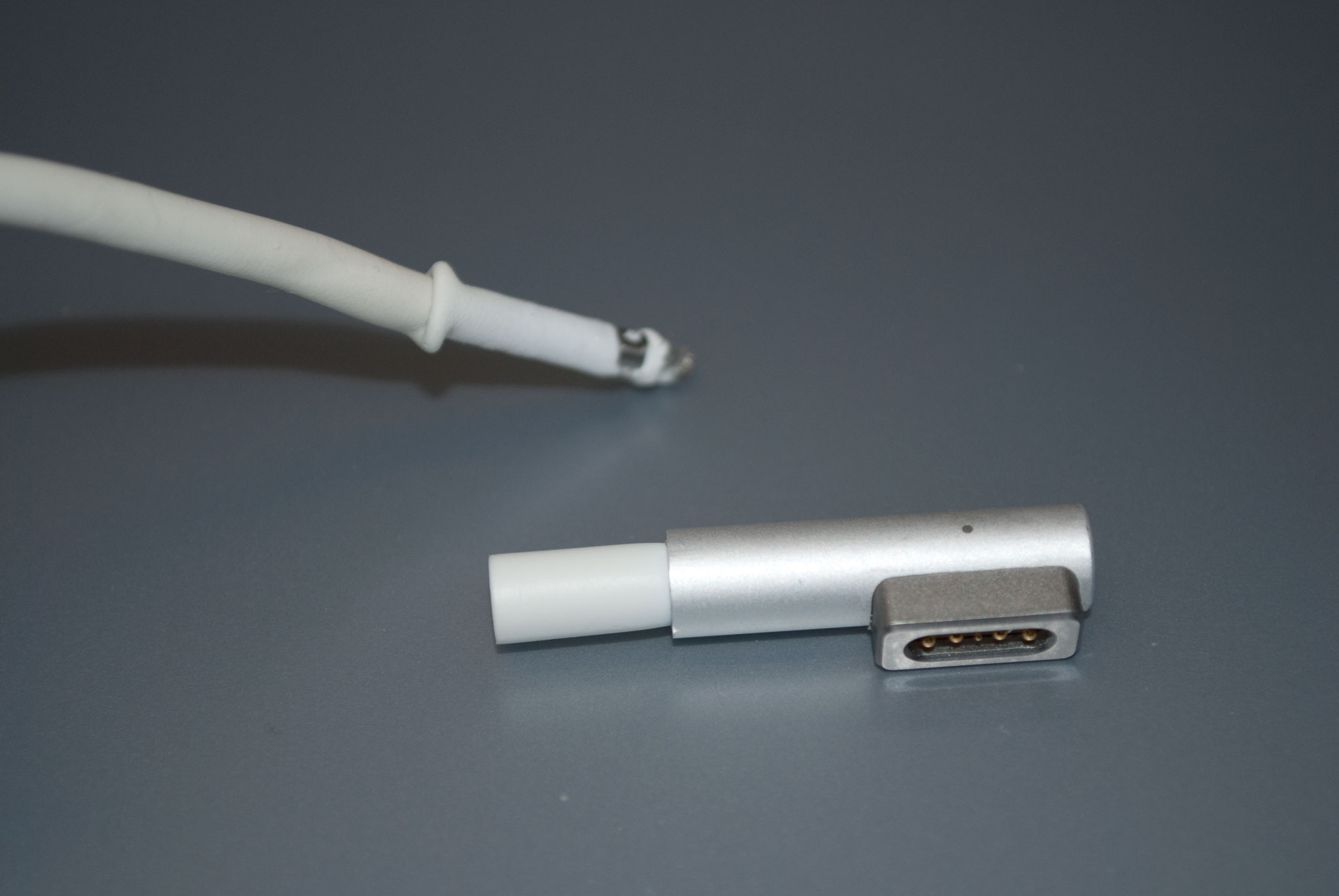
Г-подібний роз'єм MagSafe, обірваний шнур живлення
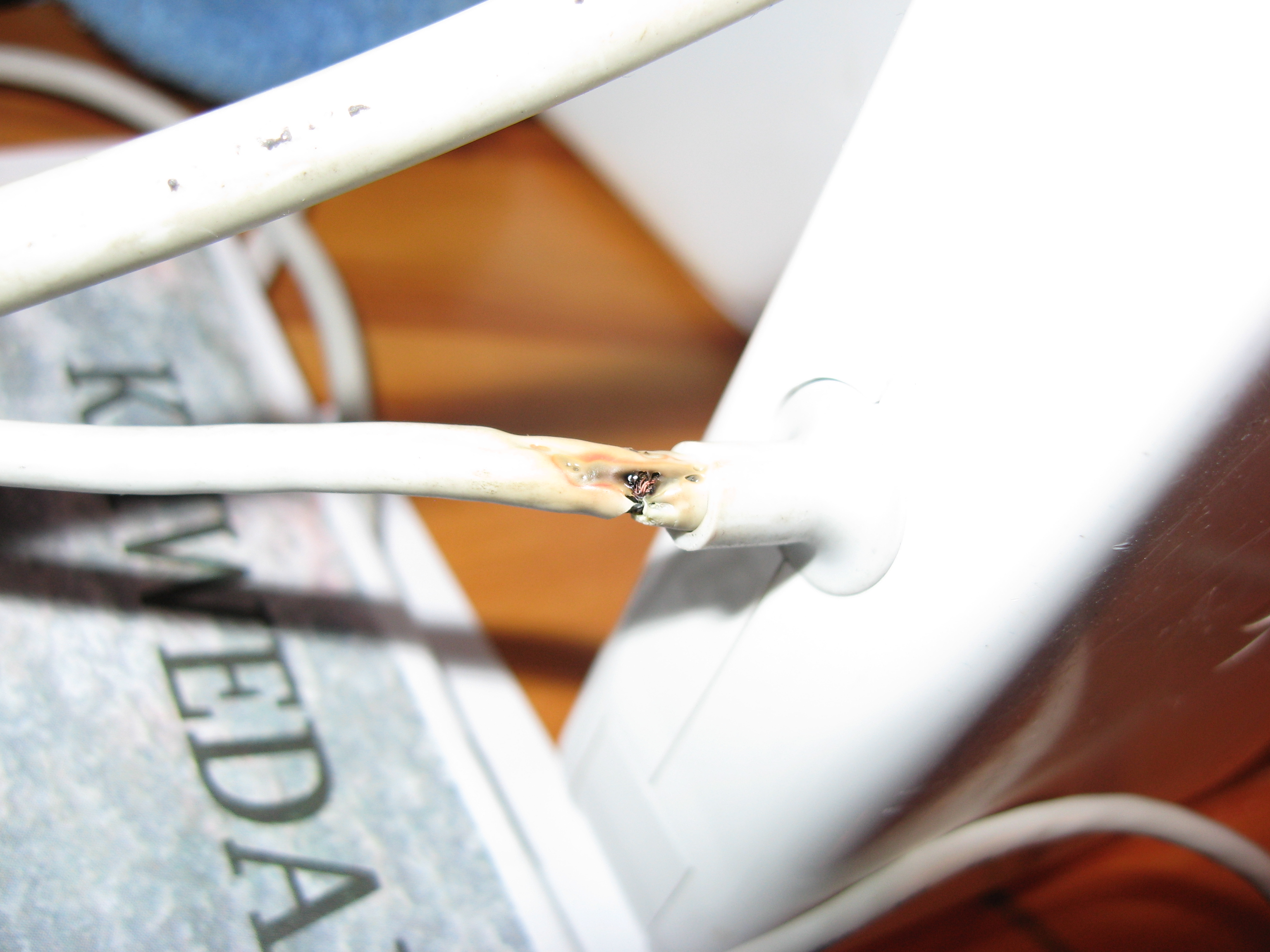
MagSafe із зношеними дротами та розплавленою ізоляцією, як стверджується в колективному позові 2009 року
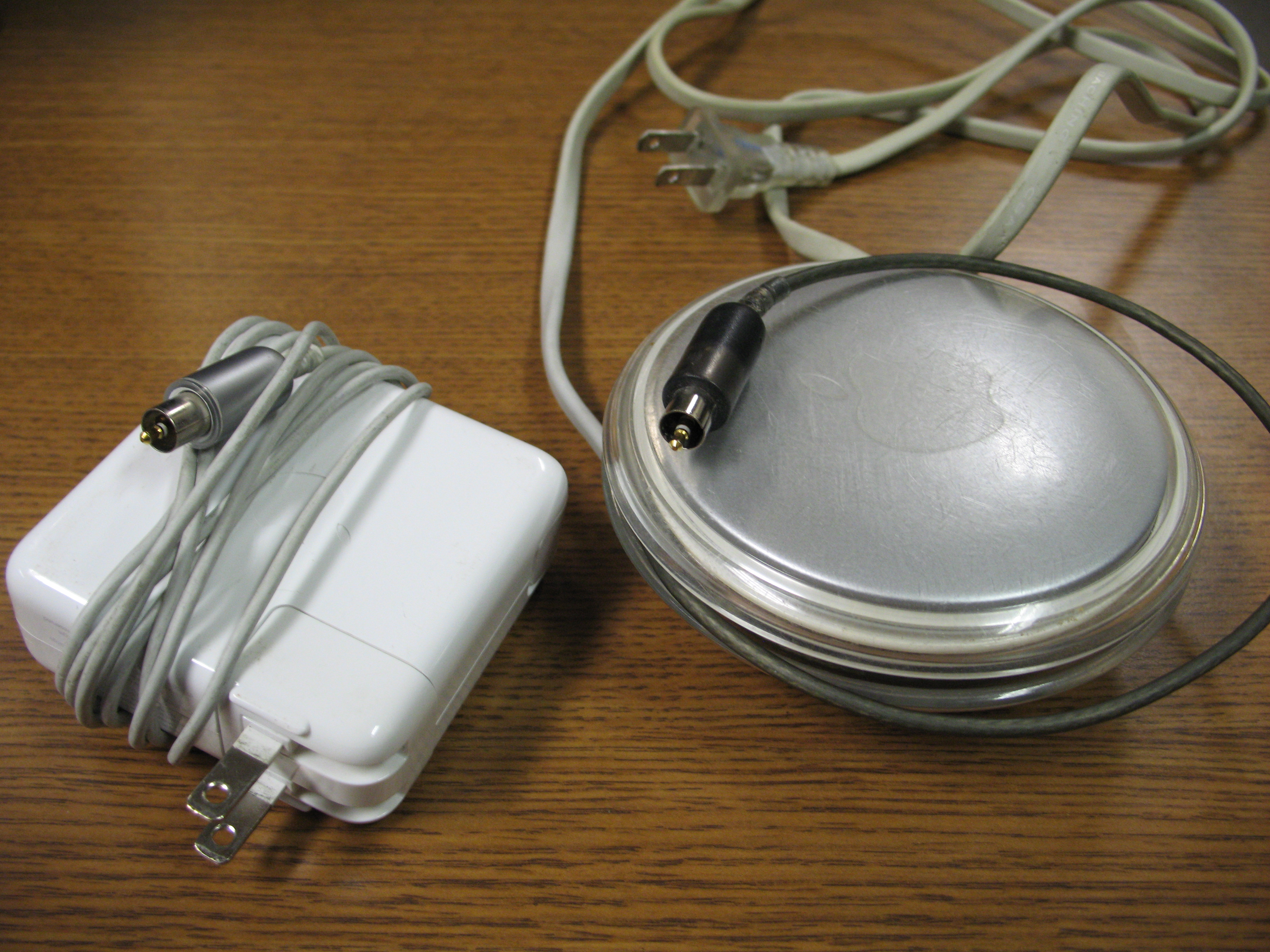
Зарядні пристрої Pre-MagSafe у вигляді "цеглини" та "шайби"  для iBook G3.
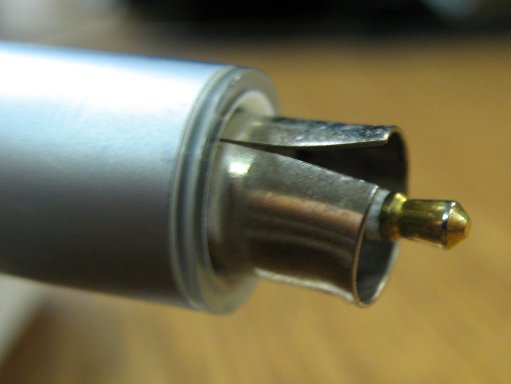
Приклад пошкодження штепсельної вилки MagSafe через сильне витягування з розетки вбік. Це напруження досить сильне, щоб також пошкодити розетку.